# Весёлый (Майкоп)
Весёлый (адыг. ЧэфыпI) — хутор в Республике Адыгея. Входит в состав городского округа город Майкоп.

## География
Хутор расположен в западной части городского округа Майкоп, напротив станицы Ханская, на левом берегу реки Белая. Находится в 12 км к северо-западу от города Майкоп и в 12 км к юго-востоку от города Белореченск. 
Площадь территории населённого пункта составляет — 1,05 км2. 
Ближайшие населённые пункты: Ханская на востоке, Гавердовский на юго-востоке, Фадеевский на юго-западе, Пшехская на западе и Южный на северо-западе. 
Населённый пункт расположен на Закубанской наклонной равнине, в предгорной зоне республики. Средние высоты на территории хутора составляют 153 метра над уровнем моря. Рельеф местности представляет собой в основном волнистые равнины с общим уклоном с юго-запада на северо-восток, с холмистыми и курганными возвышенностями. С юга, запада и севера хутор окружён лесными массивами.
Гидрографическая сеть в основном представлена рекой Белая и его левым притоком — Ханка, которая впадает в неё в центральной части хутора. 
Климат на территории хутора влажный умеренный (Dfa). Среднегодовая температура воздуха положительная и составляет около +11,5°С. Среднемесячная температура воздуха в июле достигает +23,0°С. Среднемесячная температура января составляет около 0°С. Среднегодовое количество осадков составляет около 750 мм. Основная часть осадков выпадает в период с мая по июль. 

## История
В 1881 году майкопский купец Саркисов купил здешние земли у Пшехского станичного правления, напротив станицы Ханская (граница между пшехскими и ханскими землями шла по реке Белая) под табачные плантации. Первоначально он выращивал табак сам, но потом стал сдавать участки в аренду приезжим крестьянам. Они селились по лесным полянам отдельными дворами и со временем основали поселения — Мещанова поляна, Наливайкина и другие. 
К 1917 году на плантациях проживало 44 человека. После Гражданской войны, население окрестных лесных плантаций и небольших хуторов стало сселяться в устье реки Ханка, поближе к станице Ханской. В итоге в 1921 году появился хутор, который по общему мнению назвали — Весёлый. В то время в нём было уже 60 дворов и около 150 жителей.
В 1929 году в хуторе был образован Ханский колхоз № 1, который позже был преобразован в плодосовхоз «Первомайский».
В 1986 году в составе Ханского сельсовета, хутор Весёлый был передан из Майкопского района в ведение Майкопского городского совета. 
С 2000 года в составе Майкопского республиканского городского округа, наделённого статусом муниципального образования в 2005 году. 
16 апреля 2003 года Ханский сельский округ был упразднён и впоследствии хутор Весёлый был включён в местное территориальное общественное самоуправление (ТОС) №18. 

## Население
| 2002 | 2010 | 2013 | 2014 | 2015 | 2016 | 2017 |
| ---- | ---- | ---- | ---- | ---- | ---- | ---- |
| 651  | ↘638 | ↗646 | ↗660 | ↗673 | ↗678 | ↗686 |
| 2018 | 2019 | 2020 | 2021 | 2023 | 2024 |      |
| ↘680 | ↘671 | ↘653 | ↘590 | ↘578 | ↘571 |      |

Плотность — 543.81 чел./км2.
Национальный состав
По данным Всероссийской переписи населения 2010 года:
| Народ   | Численность, чел. | Доля от всего населения, % |
| ------- | ----------------- | -------------------------- |
| русские | 478               | 74,92 %                    |
| курды   | 89                | 13,95 %                    |
| армяне  | 12                | 1,88 %                     |
| адыги   | 11                | 1,72 %                     |
| другие  | 48                | 7,53 %                     |
| всего   | 638               | 100,0 %                    |

Мужчины — 301 чел. (47,2 %). Женщины — 337 чел. (52,8 %).

По данным Всероссийской переписи 2021 года:
| Народ               | Численность, чел. | Доля от всего населения, % |
| ------------------- | ----------------- | -------------------------- |
| русские             | 433               | 73,38 %                    |
| курды               | 79                | 13,38 %                    |
| армяне              | 9                 | 1,52 %                     |
| другие / не указано | 69                | 11,69 %                    |
| всего               | 590               | 100,0 %                    |

## Местное самоуправление
Хутор Весёлый вместе со станицей Ханская, входят в ТОС (территориальное общественное самоуправление) №18 городского округа Майкоп. 
Местное самоуправление является территориальным исполнительным органом местной администрации (ТИОМА) городского округа Майкоп и осуществляет исполнительно-распорядительные функции на территории станицы Ханская и хутора Весёлый.
Администрация ТОС №18 — городской округ Майкоп, станица Ханская, ул. Краснооктябрьская, №21.
- Председатель местного самоуправления — Троцков Анатолий Максимович.
- Администратор местного самоуправления — Руденко Александр Александрович.

## Инфраструктура
- Детский сад № 53 «Клубничка»
- Фельдшерско-акушерский пункт

## Экономика
- МТС совхоза «Первомайский».

## Улицы
Уличная сеть хутора состоит из 9 улиц:

| Весёлая |
| Дачная  |
| Ленина  |

| Лесная     |
| Молодёжная |
| Подгорная  |

| Пролетарская |
| Свободы      |
| Чапаева      |